# Circonscription électorale de Palencia
Ne doit pas être confondu avec Circonscription autonomique de Palencia.
La circonscription électorale de Palencia est l'une des cinquante-deux circonscriptions électorales espagnoles utilisées comme divisions électorales pour les élections générales espagnoles.
Elle correspond géographiquement à la province de Palencia.

## Historique
Elle est instaurée en 1977 par la loi pour la réforme politique puis confirmée avec la promulgation de la Constitution espagnole qui précise à l'article 68 alinéa 2 que chaque province constitue une circonscription électorale.

## Congrès des députés

### Synthèse
|             |       | 1977 | 1979 | 1982 | 1986 | 1989 | 1993 | 1996 | 2000 | 2004 | 2008 | 2011 | 2015 | 2016 | 04/19 | 11/19 | 2023 |
| ----------- | ----- | ---- | ---- | ---- | ---- | ---- | ---- | ---- | ---- | ---- | ---- | ---- | ---- | ---- | ----- | ----- | ---- |
| UCD         |       | 2    | 2    |      |      |      |      |      |      |      |      |      |      |      |       |       |      |
| AP & alliés |       |      |      | 1    | 1    |      |      |      |      |      |      |      |      |      |       |       |      |
| PSOE        |       | 1    | 1    | 2    | 2    | 1    | 1    | 1    | 1    | 1    | 1    | 1    | 1    | 1    | 1     | 1     | 1    |
| PP          |       |      |      |      |      | 2    | 2    | 2    | 2    | 2    | 2    | 2    | 2    | 2    | 1     | 2     | 2    |
| Cs          |       |      |      |      |      |      |      |      |      |      |      |      |      |      | 1     |       |      |
|             |       |      |      |      |      |      |      |      |      |      |      |      |      |      |       |       |      |
| Total       | Total | 3    | 3    | 3    | 3    | 3    | 3    | 3    | 3    | 3    | 3    | 3    | 3    | 3    | 3     | 3     | 3    |

### 1977
| Parti | Parti | Députés                                                     |
| ----- | ----- | ----------------------------------------------------------- |
| UCD   |       | Fernando Álvarez de Miranda y Torres, Jesús Hervella García |
| PSOE  |       | Vicente Gutiérrez Pascual                                   |

### 1979
| Parti | Parti | Députés                                                     |
| ----- | ----- | ----------------------------------------------------------- |
| UCD   |       | Fernando Álvarez de Miranda y Torres, Jesús Hervella García |
| PSOE  |       | Francisco Javier Yuste Grijalba                             |

### 1982
| Parti  | Parti | Députés                                              |
| ------ | ----- | ---------------------------------------------------- |
| PSOE   |       | Alberto Acítores Balbás, Juan Ramón Lagunilla Alonso |
| AP-PDP |       | José Enrique Martínez del Río                        |

### 1986
| Parti | Parti | Députés                                              |
| ----- | ----- | ---------------------------------------------------- |
| PSOE  |       | Alberto Acítores Balbás, Juan Ramón Lagunilla Alonso |
| CP    |       | José Enrique Martínez del Río                        |

- Alberto Acítores Balbás est remplacé en juillet 1988 par María Teresa Santos Sánchez

### 1989
| Parti | Parti | Députés                                             |
| ----- | ----- | --------------------------------------------------- |
| PP    |       | Juan Carlos Guerra Zunzunegui, Jesús Mañueco Alonso |
| PSOE  |       | Juan Ramón Lagunilla Alonso                         |

### 1993
| Parti | Parti | Députés                                             |
| ----- | ----- | --------------------------------------------------- |
| PP    |       | Juan Carlos Guerra Zunzunegui, Jesús Mañueco Alonso |
| PSOE  |       | Juan Ramón Lagunilla Alonso                         |

- Jesús Mañueco Alonso est remplacé en octobre 1995 par Sotero Fernández-Pinilla López-Menchero.

### 1996
| Parti | Parti | Députés                                                           |
| ----- | ----- | ----------------------------------------------------------------- |
| PP    |       | Juan Carlos Guerra Zunzunegui, María Jesús Celinda Sánchez García |
| PSOE  |       | Julio Villarrubia Mediavilla                                      |

### 2000
| Parti | Parti | Députés                                                           |
| ----- | ----- | ----------------------------------------------------------------- |
| PP    |       | Juan Carlos Guerra Zunzunegui, María Jesús Celinda Sánchez García |
| PSOE  |       | Julio Villarrubia Mediavilla                                      |

### 2004
| Parti | Parti | Députés                                                           |
| ----- | ----- | ----------------------------------------------------------------- |
| PP    |       | Juan Carlos Guerra Zunzunegui, María Jesús Celinda Sánchez García |
| PSOE  |       | Julio Villarrubia Mediavilla                                      |

### 2008
| Parti | Parti | Députés                                            |
| ----- | ----- | -------------------------------------------------- |
| PP    |       | Ignacio Cosidó, María Jesús Celinda Sánchez García |
| PSOE  |       | Julio Villarrubia Mediavilla                       |

### 2011
| Parti | Parti | Députés                                            |
| ----- | ----- | -------------------------------------------------- |
| PP    |       | Ignacio Cosidó, María Jesús Celinda Sánchez García |
| PSOE  |       | Julio Villarrubia Mediavilla                       |

- Ignacio Cosidó (PP) est remplacé en décembre 2011 par Enrique Luis Martín Rodríguez.

### 2015
| Parti | Parti | Députés                                     |
| ----- | ----- | ------------------------------------------- |
| PP    |       | Iñigo Méndez de Vigo, Miguel Ángel Paniagua |
| PSOE  |       | Luz Martínez Seijo                          |

### 2016
| Parti | Parti | Députés                                     |
| ----- | ----- | ------------------------------------------- |
| PP    |       | Iñigo Méndez de Vigo, Miguel Ángel Paniagua |
| PSOE  |       | Luz Martínez Seijo                          |

### Avril 2019
| Parti | Parti | Députés                      |
| ----- | ----- | ---------------------------- |
| PSOE  |       | Luz Martínez Seijo           |
| PP    |       | Milagros Marcos Ortega       |
| Cs    |       | Enrique Víctor Rivero Ortega |

### Novembre 2019
| Parti | Parti | Députés                                       |
| ----- | ----- | --------------------------------------------- |
| PP    |       | Milagros Marcos Ortega, Miguel Ángel Paniagua |
| PSOE  |       | Luz Martínez Seijo                            |

### 2023
| Parti | Parti | Députés                                       |
| ----- | ----- | --------------------------------------------- |
| PP    |       | Milagros Marcos Ortega, Miguel Ángel Paniagua |
| PSOE  |       | Luz Martínez Seijo                            |

## Sénat

### Synthèse
|             |       | 1977 | 1979 | 1982 | 1986 | 1989 | 1993 | 1996 | 2000 | 2004 | 2008 | 2011 | 2015 | 2016 | 04/19 | 11/19 | 2023 |
| ----------- | ----- | ---- | ---- | ---- | ---- | ---- | ---- | ---- | ---- | ---- | ---- | ---- | ---- | ---- | ----- | ----- | ---- |
| UCD         |       | 3    | 3    |      |      |      |      |      |      |      |      |      |      |      |       |       |      |
| AP & alliés |       |      |      | 1    | 2    |      |      |      |      |      |      |      |      |      |       |       |      |
| PSOE        |       | 1    | 1    | 3    | 2    | 1    | 1    | 1    | 1    | 1    | 1    | 1    | 1    | 1    | 2     | 1     | 1    |
| PP          |       |      |      |      |      | 3    | 3    | 3    | 3    | 3    | 3    | 3    | 3    | 3    | 2     | 3     | 3    |
|             |       |      |      |      |      |      |      |      |      |      |      |      |      |      |       |       |      |
| Total       | Total | 4    | 4    | 4    | 4    | 4    | 4    | 4    | 4    | 4    | 4    | 4    | 4    | 4    | 4     | 4     | 4    |

### 1977
| Parti | Parti | Sénateurs                                                                          |
| ----- | ----- | ---------------------------------------------------------------------------------- |
| UCD   |       | José Luis López Henares, José Luis Alonso Almodovar, Juan Carlos Guerra Zunzunegui |
| PSOE  |       | Francisco Javier Yuste Grijalba                                                    |

### 1979
| Parti | Parti | Sénateurs                                                                          |
| ----- | ----- | ---------------------------------------------------------------------------------- |
| UCD   |       | José Luis López Henares, José Luis Alonso Almodovar, Juan Carlos Guerra Zunzunegui |
| PSOE  |       | Ángel Benítez Moro                                                                 |

### 1982
| Parti  | Parti | Sénateurs                                                       |
| ------ | ----- | --------------------------------------------------------------- |
| PSOE   |       | Ángel Benítez Moro, José Maiso González, Fermín Solana Prellezo |
| AP-PDP |       | Juan Carlos Guerra Zunzunegui                                   |

### 1986
| Parti | Parti | Sénateurs                                     |
| ----- | ----- | --------------------------------------------- |
| PSOE  |       | Heliodoro Gallego, Eusebio Santos de la Mota  |
| CP    |       | Felipe Calvo y Calvo, José Luis López Henares |

### 1989
| Parti | Parti | Sénateurs                                                                       |
| ----- | ----- | ------------------------------------------------------------------------------- |
| PP    |       | Felipe Calvo y Calvo, José Luis López Henares, José Antonio Sacristán Rodríguez |
| PSOE  |       | Heliodoro Gallego                                                               |

- Felipe Calvo y Calvo est remplacé en novembre 1992 par Pablo Marcial Izquierdo Juárez.

### 1993
| Parti | Parti | Sénateurs                                                                               |
| ----- | ----- | --------------------------------------------------------------------------------------- |
| PP    |       | Jesús María Castro Asensio, José Luis López Henares, María Jesús Celinda Sánchez García |
| PSOE  |       | Heliodoro Gallego                                                                       |

### 1996
| Parti | Parti | Sénateurs                                                                  |
| ----- | ----- | -------------------------------------------------------------------------- |
| PP    |       | José María Castro Asensio, José Luis López Henares, Alejandro Lamalfa Díaz |
| PSOE  |       | Heliodoro Gallego                                                          |

### 2000
| Parti | Parti | Sénateurs                                                               |
| ----- | ----- | ----------------------------------------------------------------------- |
| PP    |       | Óscar Llanos Vera, Carlos Rojo Martínez, María Cristina Tejedor Utrilla |
| PSOE  |       | María del Carmen González Lahidalga                                     |

### 2004
| Parti | Parti | Sénateurs                                                                        |
| ----- | ----- | -------------------------------------------------------------------------------- |
| PP    |       | Ignacio Cosidó, José Antonio Sacristán Rodríguez, María Cristina Tejedor Utrilla |
| PSOE  |       | María del Carmen González Lahidalga                                              |

- María Cristina Tejedor Utrilla est remplacée en juillet 2005 par Julián Gutiérrez Gutiérrez.

### 2008
| Parti | Parti | Sénateurs                                                                                 |
| ----- | ----- | ----------------------------------------------------------------------------------------- |
| PP    |       | María José de la Fuente Fombellida, Julián Gutiérrez Gutiérrez, José Antonio Rubio Mielgo |
| PSOE  |       | Raquel Miriam Andrés Prieto                                                               |

### 2011
| Parti | Parti | Sénateurs                                                            |
| ----- | ----- | -------------------------------------------------------------------- |
| PP    |       | Ángeles Armisén Pedrejón, Marta Domínguez, José Antonio Rubio Mielgo |
| PSOE  |       | Raquel Miriam Andrés Prieto                                          |

- Ángeles Armisén (PP) est remplacée en juin 2015 par Florencio Sánchez Merino.

### 2015
| Parti | Parti | Sénateurs                                                                   |
| ----- | ----- | --------------------------------------------------------------------------- |
| PP    |       | José Antonio Rubio Mielgo, María Nuria Simón González, Manuel Betegón Baeza |
| PSOE  |       | Rosa María Aldea Gómez                                                      |

### 2016
| Parti | Parti | Sénateurs                                                                   |
| ----- | ----- | --------------------------------------------------------------------------- |
| PP    |       | José Antonio Rubio Mielgo, María Nuria Simón González, Manuel Betegón Baeza |
| PSOE  |       | Rosa María Aldea Gómez                                                      |

### Avril 2019
| Parti | Parti | Sénateurs                                                |
| ----- | ----- | -------------------------------------------------------- |
| PSOE  |       | Rosa María Aldea Gómez, Eduardo Santiago Calleja         |
| PP    |       | Rodrigo Mediavilla Pérez, Jorge Domingo Martínez Antolín |

### Novembre 2019
| Parti | Parti | Sénateurs                                                                                      |
| ----- | ----- | ---------------------------------------------------------------------------------------------- |
| PP    |       | Rodrigo Mediavilla Pérez, Jorge Domingo Martínez Antolín, María del Carmen Fernández Caballero |
| PSOE  |       | Rosa María Aldea Gómez                                                                         |

- Rodrigo Mediavilla (PP) est remplacé en août 2022 par María Victoria Álvarez Somoano.

### 2023
| Parti | Parti | Sénateurs                                                                                 |
| ----- | ----- | ----------------------------------------------------------------------------------------- |
| PP    |       | Jorge Domingo Martínez Antolín, Carlos Alfonso Polanco Rebolleda, María José Ortega Gómez |
| PSOE  |       | Rosa María Aldea Gómez                                                                    |